# Kreis Ostholstein
Kreis Ostholstein is een Kreis in de Duitse deelstaat Sleeswijk-Holstein. De Kreis telt 201.487 inwoners (31 december 2020) op een oppervlakte van 1.391,97 km². Kreisstadt van Ostholstein is Eutin.

## Geografie
De Kreis ligt in het zuidoosten van Sleeswijk-Holstein. Het grenst in het westen aan de Kreisen Plön en Segeberg, in het zuiden aan de Kreis Stormarn en de stad Lübeck, en in het noorden en oosten aan de Oostzee. Ostholstein omvat het schiereiland Wagrien en het eiland Fehmarn; met dit eiland is een vaste brugverbinding.

## Steden en gemeenten
Bestuurlijk wordt Ostholstein ingedeeld in:
| Amtvrije gemeenten | Amtvrije gemeenten | Amtvrije gemeenten |
| --- | --- | ------------------ |
| - 1. Ahrensbök - 2. Bad Schwartau, stad - 3. Dahme - 4. Eutin, stad - 5. Fehmarn, stad - 6. Grömitz - 7. Grube - 8. Heiligenhafen, stad - 9. Kellenhusen | - 10. Malente - 11. Neustadt in Holstein, stad - 12. Oldenburg in Holstein, stad - 13. Ratekau - 14. Scharbeutz - 15. Stockelsdorf - 16. Süsel - 17. Timmendorfer Strand |                    |

Ämter met deelnemende gemeenten (* = bestuurszetel)
| - 1. Amt Lensahn 1. Beschendorf 2. Damlos 3. Harmsdorf 4. Kabelhorst 5. Lensahn* 6. Manhagen 7. Riepsdorf | - 2. Amt Oldenburg-Land [zetel: Oldenburg in Holstein] 1. Göhl 2. Gremersdorf 3. Großenbrode 4. Heringsdorf 5. Neukirchen 6. Wangels | - 3. Amt Ostholstein-Mitte 1. Altenkrempe 2. Kasseedorf 3. Schashagen 4. Schönwalde am Bungsberg* 5. Sierksdorf |

De gemeente Bosau heeft zich aangesloten bij het Amt Großer Plöner See in de Kreis Plön.
Ahrensbök ·
Altenkrempe ·
Bad Schwartau ·
Beschendorf ·
Bosau ·
Dahme ·
Damlos ·
Eutin ·
Fehmarn ·
Göhl ·
Gremersdorf ·
Grömitz ·
Großenbrode ·
Grube ·
Harmsdorf ·
Heiligenhafen ·
Heringsdorf ·
Kabelhorst ·
Kasseedorf ·
Kellenhusen ·
Lensahn ·
Malente ·
Manhagen ·
Neukirchen ·
Neustadt in Holstein ·
Oldenburg in Holstein ·
Ratekau ·
Riepsdorf ·
Scharbeutz ·
Schashagen ·
Schönwalde am Bungsberg ·
Sierksdorf ·
Stockelsdorf ·
Süsel ·
Timmendorfer Strand ·
Wangels